# Großer Sonnblick
Großer Sonnblick to szczyt w grupie Ankogelgruppe, w Wysokich Taurach w Alpach Wschodnich. Leży w Austrii w kraju związkowym Karyntia. Sąsiaduje między innymi ze szczytami Großer Hafner i Hochalmspitze. Szczyt ten leży ok. 18 km na północny zachód od miejscowości Gmünd in Kärnten i ok. 9 km na północny wschód od Hochalmspitze. 
Jest najbardziej wysuniętym na wschód alpejskim trzytysięcznikiem. Jako że góra ma trzy wierzchołki: południowo-zachodni mający 3030 m, środkowy mający 3000 m, oraz północno-wschodni mający 2960 m, niektóre źródła tytuł ten przypisują środkowemu wierzchołkowi zwanemu Mittlerer Sonnblick (3000 m n.p.m.).